# Чезенатико
Чезенатѝко (на италиански: Cesenatico, на местен диалект Ziznàtic, Цизънатик) е град и община в северна Италия, провинция Форли-Чезена, регион Емилия-Романя. Разположен е на северозападния бряг на Адриатическото море. Населението на общината е 25 686 души (към 2012 г.).
Градът е известен морски курорт.